# Agris (Frankrijk)
Agris is een gemeente in het Franse departement Charente (regio Nouvelle-Aquitaine) en telt 710 inwoners (1999). De plaats maakt deel uit van het arrondissement Angoulême.
In 1981 werd een Gallische sierhelm uit de periode La Tène II gevonden bij archeologische opgravingen. De helm wordt tentoongesteld in het Museum van Angoulême.

## Geografie
De oppervlakte van Agris bedraagt 18,8 km², de bevolkingsdichtheid is 37,8 inwoners per km².
De onderstaande kaart toont de ligging van Agris (Frankrijk) met de belangrijkste infrastructuur en aangrenzende gemeenten.

## Demografie
Onderstaande figuur toont het verloop van het inwonertal (bron: INSEE-tellingen).

Vanwege een beveiligingsprobleem met de MediaWiki Graph-software is het momenteel niet mogelijk deze grafiek weer te geven. Zodra de software is bijgewerkt zal de grafiek vanzelf weer zichtbaar worden.